# گورستان نه تن
قبرستان نه تن مربوط به دوره صفوی تا دوره قاجار است و در شهرستان قیر و کارزین، بخش افزر، دهستان افزر، روستای نه تن، در جوار امامزاده واقع شده و با شمارهٔ ثبت ۲۶۶۱۹ به‌عنوان یکی از آثار ملی ایران به ثبت رسیده است.